# Dasyomma hirticeps
Dasyomma hirticeps är en tvåvingeart som beskrevs av Malloch 1932. Dasyomma hirticeps ingår i släktet Dasyomma och familjen bäckflugor. Inga underarter finns listade i Catalogue of Life.